# 1004 هـ
ألف وأربعة 1004 هـ هي سنة في التقويم الهجري امتدت مقابلةً في التقويم الميلادي بين سنتي 1595 و1596.

## مواليد
- ناصر بن مرشد اليعربي

## وفيات
- شمس الدين الرملي